# Abderrezak Bouguetaya
Abderrezak Bouguetaya (1er février 1938 - 8 avril 1979) est un musicien et auteur-compositeur algérien de la chanson chaâbi.

## Biographie
Originaire du village de Azouza, près de Chaabet el Ameur, il naît et grandit dans une famille modeste à Belcourt (Belouizdad), dans la ville d'Alger. Élève du Hadj M'rizek, il acquit très tôt la musique chaâbi.

## Carrière
Abderrezak Bouguetaya commence sa carrière musicale à la fin des années 1950 en chantant à Radio-Crochet, dont l'émission était dirigée par Djilali Haddad et il se produisit notamment avec Abdelkader Chaou.
En 1962, Bouguetaya sort son premier album, "Liberté", en référence à l'indépendance de l'Algérie qui eut lieu cette année là. Abderrazak Bouguetaya grimpa rapidement les échelons et finit par s'inscrire au Théâtre national algérien. Il devint rapidement une figure influente du théâtre algérien des années 1960 et 1970, et a participé à des tournées théâtrales en France, en Tunisie et au Maroc, aux côtés de Mahieddine Bachtarzi et de Rouiched, et finira en tant que régisseur au TNA.
Il fut notamment connu pour son interprétation de la chanson "Dar Essoltane Alia", composée par Mohamed Boutheldja (décédé en 1998). Sa carrière fut coupée court par son décès le 8 avril 1979 à Belouizdad, son quartier natal où il résidait. Il avait 41 ans.